# NGC 3594
NGC 3594 (другие обозначения — UGC 6286, MCG 9-19-22, ZWG 267.58, ZWG 268.11, NPM1G +55.0115, PGC 34374) — линзообразная галактика (SB0) в созвездии Большой Медведицы. Открыта Уильямом Гершелем в 1786 году.
Этот объект входит в число перечисленных в оригинальной редакции «Нового общего каталога». Координаты, которые указал Гершель, находятся между двумя галактиками: UGC 6826 и CGCG 268-006, которая имеет меньший размер, но более яркая. Однако указанные координаты ближе именно к UGC 6286, кроме того, судя по ошибкам в наблюдениях, которые сделал Гершель в ту же ночь, именно UGC 6286 — та галактика, которую он и наблюдал, и именно для неё принято обозначение NGC 3594.